# Ninh Hương

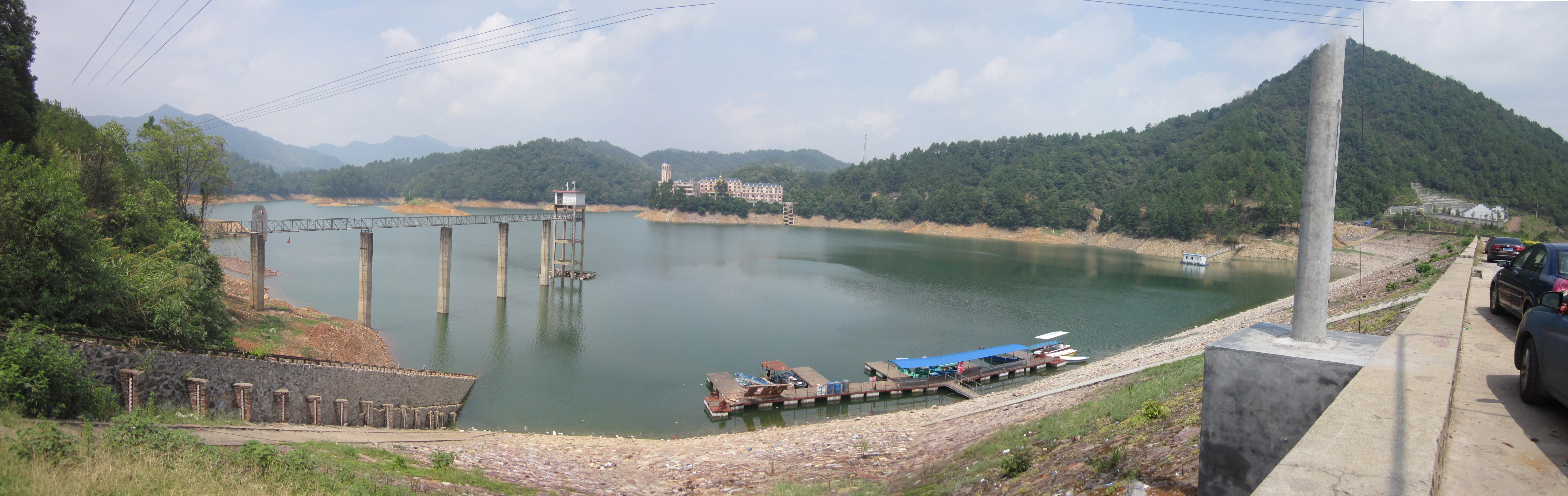
Thủy điệp Ninh Hương

Ninh Hương (chữ Hán giản thể: 宁乡市) là một thành phố cấp huyện thuộc địa cấp thị Trường Sa, tỉnh Hồ Nam, Cộng hòa Nhân dân Trung Hoa. Thành phố này có diện tích 2.906 km², trong đó diện tích thành thị là 18 km². Dân số năm 2004 là 1,33 triệu người. Mã số bưu chính có dạng 4106xx, mã vùng điện thoại là 0731. Trụ sở chính quyền thành phố đóng tại trấn Ngọc Đàm. Đến thời điểm 2005, về mặt hành chính, thành phố này được chia thành 18 trấn, 15 hương. GDP năm 2004 là 10,02 tỷ nhân dân tệ.

## Địa lý
Địa lý thành phố Ninh Hương rất được chú ý, quan tâm bởi người dân Trường Sa.

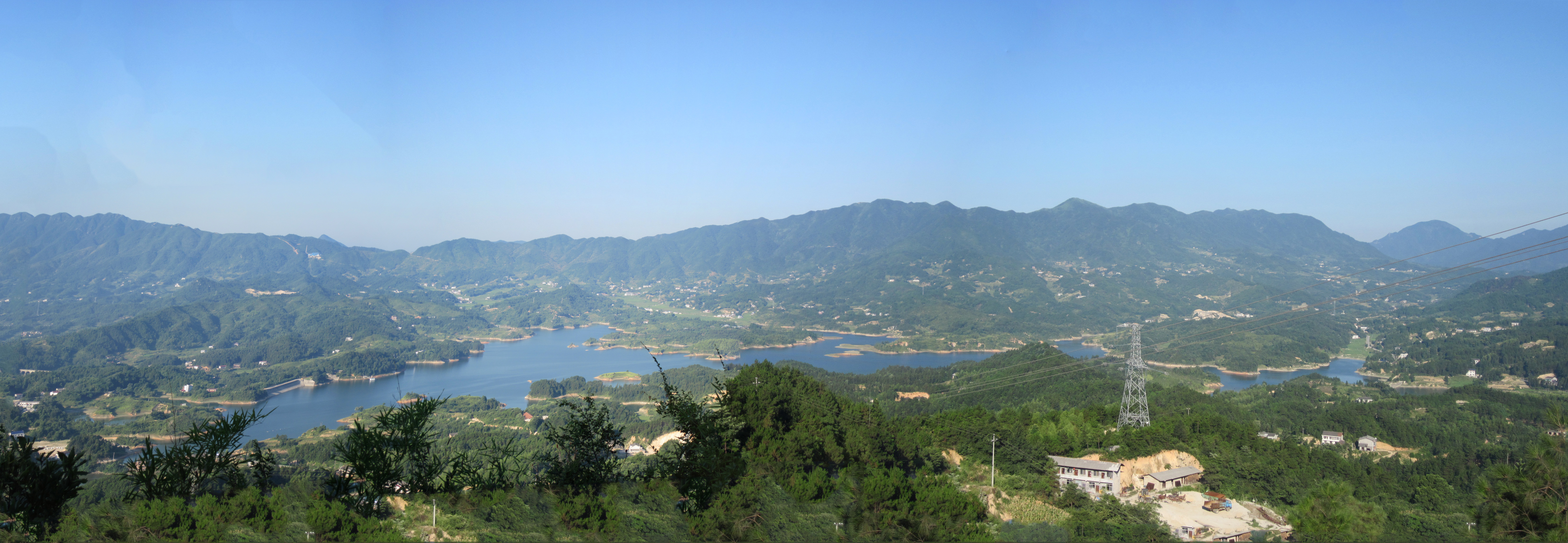
Phong cảnh Ninh Hương

## Kinh tế
Kinh tế Ninh Hương có vị trí cao tại Trường Sa.

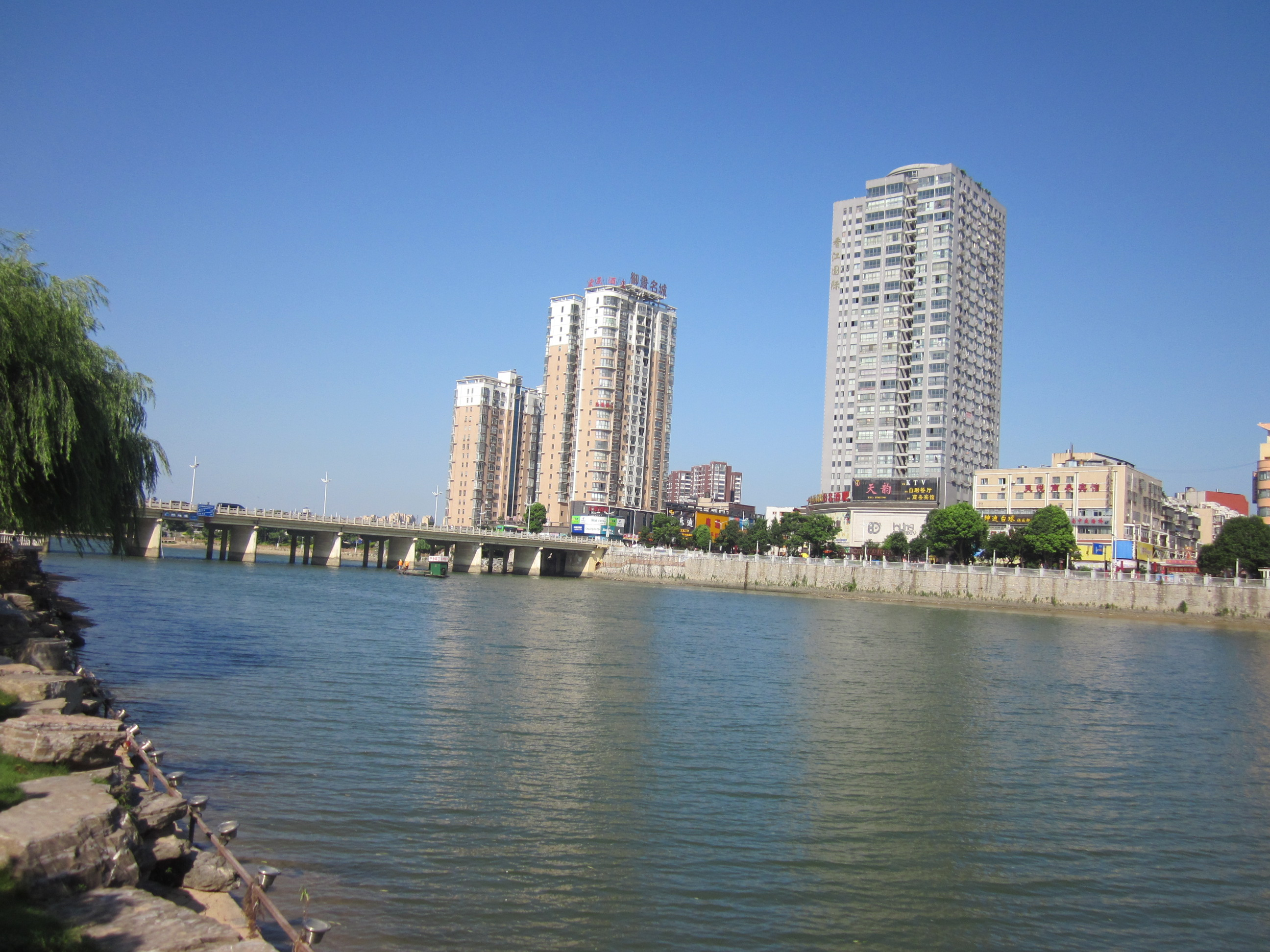
Địa điểm ở Ninh Hương

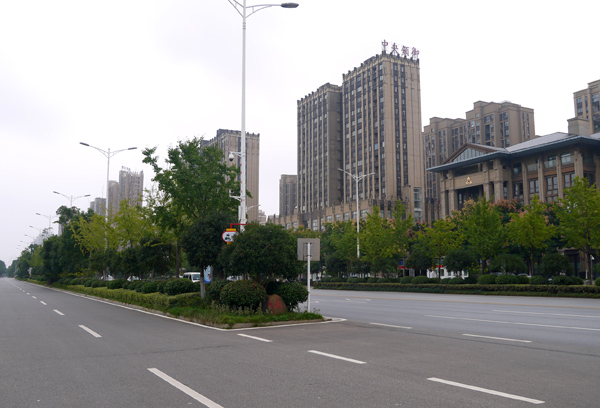
Trung tâm Ninh Hương